# Majsens barn
Majsens barn är andra delen av Stephen Kings novellsamling Nightshift som i den svenska utgivningen även utgetts uppdelad i två delar där den andra delen heter "Jerusalems lott". Utgiven på B Wahlströms bokförlag.
Majsens barn (originaltitel Children of the Corn) är också en novell av Stephen King som handlar om en grupp barn i amerikanska mellanvästern som grips av religiös mani och offrar alla vuxna i staden där de bor för att blidka majsen. Det har gjorts flera filmer inspirerade av denna novell. Den första officiella långfilmen var Children of the Corn.